# 21753 Trudel
21753 Trudel è un asteroide della fascia principale. Scoperto nel 1999, presenta un'orbita caratterizzata da un semiasse maggiore pari a 2,4556249 UA e da un'eccentricità di 0,0824507, inclinata di 8,18295° rispetto all'eclittica.